# Pere Regalado
Pedro Regalado, o Sant Pere Regalat (Valladolid, 1390-La Aguilera, província de Burgos, 30 de març de 1456), religiós castellà, venerat com a sant per l'Església Catòlica, i patró de la ciutat de Valladolid.

## Biografia
Va néixer a Valladolid, al carrer "de la Platería". El 1403 entra al convent de Sant Francesc de Valladolid. Amb només quinze anys, ja acompanya als seus viatges fra Pedro de Villacreces, franciscà que funda el monestir de La Salceda a Tendilla, tot imposant l'estricta observança de la regla. En aquest sentit, van fundar a La Aguilera (Burgos) un convent amb la intenció de reformar l'orde de Sant Francesc, retornant-lo al seu rigor i esperit originals: és l'anomenada reforma dels villacrecians.
A La Aguilera, Pere Regalat farà tota mena de tasques, especialment la cura dels més pobres. Ordenat sacerdot als vint-i-dos anys, torna a viatjar per a fundar un altre convent, ara a El Abrojo (Laguna de Duero, Valladolid).
En morir fra Pedro de Villacreces el 1422, Pere va ser posat al davant dels convents reformats villacrecians d'estricta observança. La seva fama de santedat es va estendre ràpidament, atribuint-se-li episodis de bilocació, dots de profecia i miracles.

## Veneració
Només morir, va ser venerat com a sant pel poble i la noblesa; Isabel la Catòlica va visitar la seva tomba al Santuari de La Aguilera.
Canonitzat el 1746 per Benet XIV, va ser proclamat patró de Valladolid el mateix any. Se'n celebra la festa el 13 de maig, aniversari de la translació de les seves relíquies.

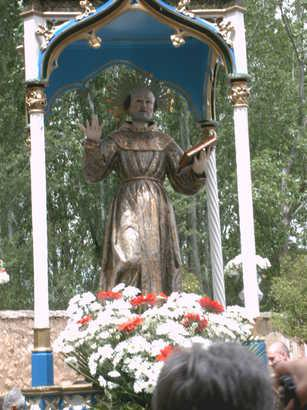
Talla de Sant Pere Regalat
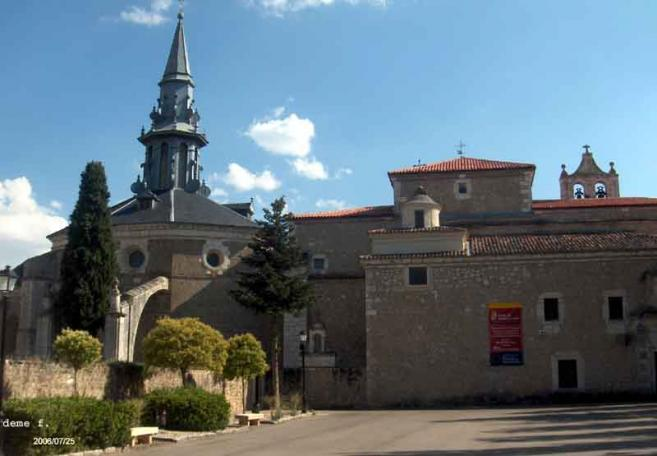
Santuari de Sant Pere Regalat a La Aguilera (Burgos), on és enterrat (s XV-XVIII)

### Patronatge
A més de patró de la seva ciutat natal, també ho és de La Aguilera, on va morir. També és el sant patró dels toreros, arran d'una llegenda. Es diu que anant amb una altra persona per un camí proper a Valladolid, a l'Alto del Portillo, van trobar-se amb un brau que, ferit (havia escapat d'una cursa de braus), corria furiós i, en veure'ls, anava a atropellar-los, com ja havia fet amb altra gent que havia trobat de camí. L'acompanyant es refugià rere el sant i aquest, allargant la mà, va tocar el brau que, mansuet, va jeure als seus peus. El sant va guarir l'animal i li ordenà que marxés cap a la seva devesa sense fer mal a ningú; el brau va fer-li cas. Per aquest fet va ser triat com a patró dels toreros.